# Герардов Микола Миколайович
Микола Миколайович Герардов (нар. 27 серпня 1873, Одеса — пом. 7 березня 1919, Петроград) — російський графік.

## Біографія
Народився 27 серпня 1873 року в Одесі. У 1888—1893 роках навчався в Одеській малювальній школі, з 1893 по 1900 рік — у Вищому художньому училищі живопису, скульптури і архітектури при Імператорській академії мистецтв спочатку на живописному відділенні, з 1897 року — в майстерні Василя Мате. По закінченню навчання отримав звання художника по офортам.
З 1900 року виконував театральні плакати, малюнки для петербурзьких журналів «Глядач», «Маски», «Ліхтар» та інших. Працював у газеті «Русь». У 1908—1910 роках викладав у Художній школі Товариства заохочення мистецтв.
Помер у Петрограді 7 березня 1919 року.

## Творчість
Працював у техніці літографії та офорту; в галузі книжкової і журнальної ілюстрації (виконав ілюстрації до повістей Миколи Гоголя), прикладної графіки. 
Брав участь у виставках з 1898 року. 
Роботи художника знаходяться в музейних та приватних збірках, в тому числі в Державному Російському музеї, Державному музеї образотворчих мистецтв імені О. С. Пушкіна і інших.